# قطعنامه ۳۵۷ شورای امنیت
قطعنامه ۳۵۷ شورای امنیت سازمان ملل متحد که در تاریخ ۱۴ اوت ۱۹۷۴ تصویب شد، سندی بین‌المللی دربارهٔ قبرس است. این قطعنامه طی نشست ۱٬۷۹۲ام با ۱۵ موافق، ۰ مخالف و ۰ ممتنع تصویب شد.